# 마리안 리베라
마리안 리베라(Marian Rivera, 1984년 8월 12일 ~ )는 필리핀의 배우이다.

## 출연 작품
- 마이 빅 보싱 (2014)
- 템테이션 오브 와이프 (2012)
- 유 투 미 아 에브리씽 (2010)
- 마이 베스트프렌즈 걸프렌드 (2008)
- 원 트루 러브 (2008)